# Михай Вода
Михай Вода (на румънски: Mănăstirea Mihai Vodă) е православен манастир в Букурещ. Основан е през 1591 г. от княз Михай Витязул и е едно от най-старите здания в румънската столица. В миналото е бил обграден от каменни крепостни стени подобно на укрепление, за да може да устои на евентуална обсада. Използван е като военна болница, резиденция, медицинско училище и като хранилище на националния архив на Румъния. В двора му са правени разкопки и са открити артефакти на 3000 години, керамика и други предмети от времето на даките.
В началото на XIX век голям пожар и земетресение повреждат манастирската църква и монашеските килии, но комплексът е ремонтиран. През 1920 г. в църквата се състои тържествената клетва на офицерите и командирите от румънската армия в присъствието на краля на страната.
През 1985 г. властите решават да преместят църквата на релси на около 300 м източно, където се намира и днес, за да се построи на нейно място граждански център. Съответно средновековните манастири около нея заедно с прилежащите спомагателни сгради са разрушени. Впоследствие църквата е обявена за исторически паметник.

## Легендата за основаването
Според преданието Михай Витязул построява манастира след като чудодейно успява да избегне грозящата го екзекуция. През една студена зима, разказва легендата, Михай е арестуван по обвинение в заговор срещу тогавашния влашки княз Александру III Злия. Войниците на княза го повеждат към площад Св. Антоний, където трябва да бъде обезглавен, но по пътя той се спира с тяхно позволение на хълма при църквата, за да се поклони на иконата на Св. Никола и обещава пред нея да построи на това място манастир, ако се спаси от смъртта. В действителност причината Михай да не бъде убит вероятно е платен откуп от 12 боляри за него, протест на събралото се на площада множество или според някои обяснения отказът на палача да го посече, виждайки колко висок, хубав и представителен мъж е Витязул.